# خوان كارلوس ليزكانو
خوان كارلوس ليزكانو (بالإسبانية: Juan Carlos Lezcano López)‏ هو لاعب كرة قدم باراغواياني في مركز الوسط، ولد في 5 نوفمبر 1938 في أسونسيون في باراغواي. لعب مع تراساندينو دي لوس أنديس ‏.